# Henri Manguin
Henri Charles Manguin (født 23. marts 1874 i Paris ; død 25. september 1949 i Gassin, departement Var) var en fransk maler som regnes til fauvisterne.
Han studerede billedkunst hos Gustave Moreau ved École des Beaux-Arts sammen med Henri Matisse og Charles Camoin, som han dyrkede et venskab med. Sammen kopierede de renæssancekunst i Louvre. Impressionismen gjorde indtryk på Manguin, hvilket hans pastelbilleder fra den periode bærer præg af.
Han giftede sig i 1899 og benyttede både hustruen Jeanne og børnene som modeller i mange billeder. I 1902 debuterede han med en udstilling i Salon des Independants og Salon d'Automne. Malerierne forestillede middelhavskystlandskaber og anses for at udgøre et af højdepunkterne i hans kunstnerkarriere.
Han og Albert Marquet rejste meget rundt i Sydeuropa, og han slog sig i 1949 ned i Saint-Tropez, hvor han kort efter afgik ved døden.
| - Stilleben - To buketter, 1900 Deux bouquets - Stillleben med blomster og frugter, 1903 - Stilleben med frugter, 1937 Bocal de cerises - Bordhjørne, lyserøde blomster Coin de table, fleurs roses Ukendt dato - Sølvbægeret Au gobelet d'argent Ukendt dato |

| - Landskaber - Le Golfe, 1905 - Kirken i Gassin, 1910 l’Église à Gassin - Oliventræerne i Sanary, 1911 Les oliviers a Sanary - Udsigt over Grimand, 1920 Above the Oustalet: View over Grimand - Underskov ved La Moutte, Saint-Tropez, 1921 Sous-bois à la Moutte, Saint-Tropez - Havneindløbet ved Saint-Tropez, 1927 L'entrée du port de Saint-Tropez - Sejlbåde ved lavvande, 1931 Voiliers a maree basse |

| - Kvinde- og nøgenstudier - Solnedgang ved Saint-Tropez, 1904 Saint-Tropez, le coucher de soleil - Jeanne hviler i gyngestolen, 1905 La Sieste (Le repos, Jeanne, Le Rocking-Chair) - Badende kvinde, 1906 Baigneuse - Badende kvinde, 1906 La Baigneuse |

| - Jeanne på klippestykke, 1905/1906 Jeanne au rocher (Cavalière), 1905/1906 - Lille odalisk, 1911 Petite odalisque - Najade på klippestykke, 1906 Le Rocher (La Naïade, Cavalière) - Le Thé à la Flora, 1912 - Sovende barn, Claude Manguin, 1912 Sleeping Child, Claude Manguin - Landskab med badende, Colombier, 1917 Paysage aux baigneuses, Colombier - Nøgenstudie, 1922 Nude |